# Oraison
Oraison är en kommun i departementet Alpes-de-Haute-Provence i regionen Provence-Alpes-Côte d'Azur i sydöstra Frankrike. Kommunen ligger  i kantonen Les Mées som ligger i arrondissementet Digne-les-Bains. År 2022 hade Oraison 6 042 invånare.

## Befolkningsutveckling
Antalet invånare i kommunen Oraison
Referens: INSEE